# Ptilodactyla ferruginea
Ptilodactyla ferruginea là một loài bọ cánh cứng trong họ Ptilodactylidae. Loài này được Boheman miêu tả khoa học năm 1858.